# Dabakala
Dabakala – miasto w Wybrzeżu Kości Słoniowej, w dystrykcie Vallée du Bandama, w regionie Hambol, w departamencie Dabakala.